# Antsla (rzeka)
Antsla (est. Antsla jõgi) – rzeka w Estonii o długości 23,1 km i powierzchni dorzecza 135 km². Ma źródło w jeziorze Lõõdla a uchodzi do Emajõgi.